# Real Instituto Elcano

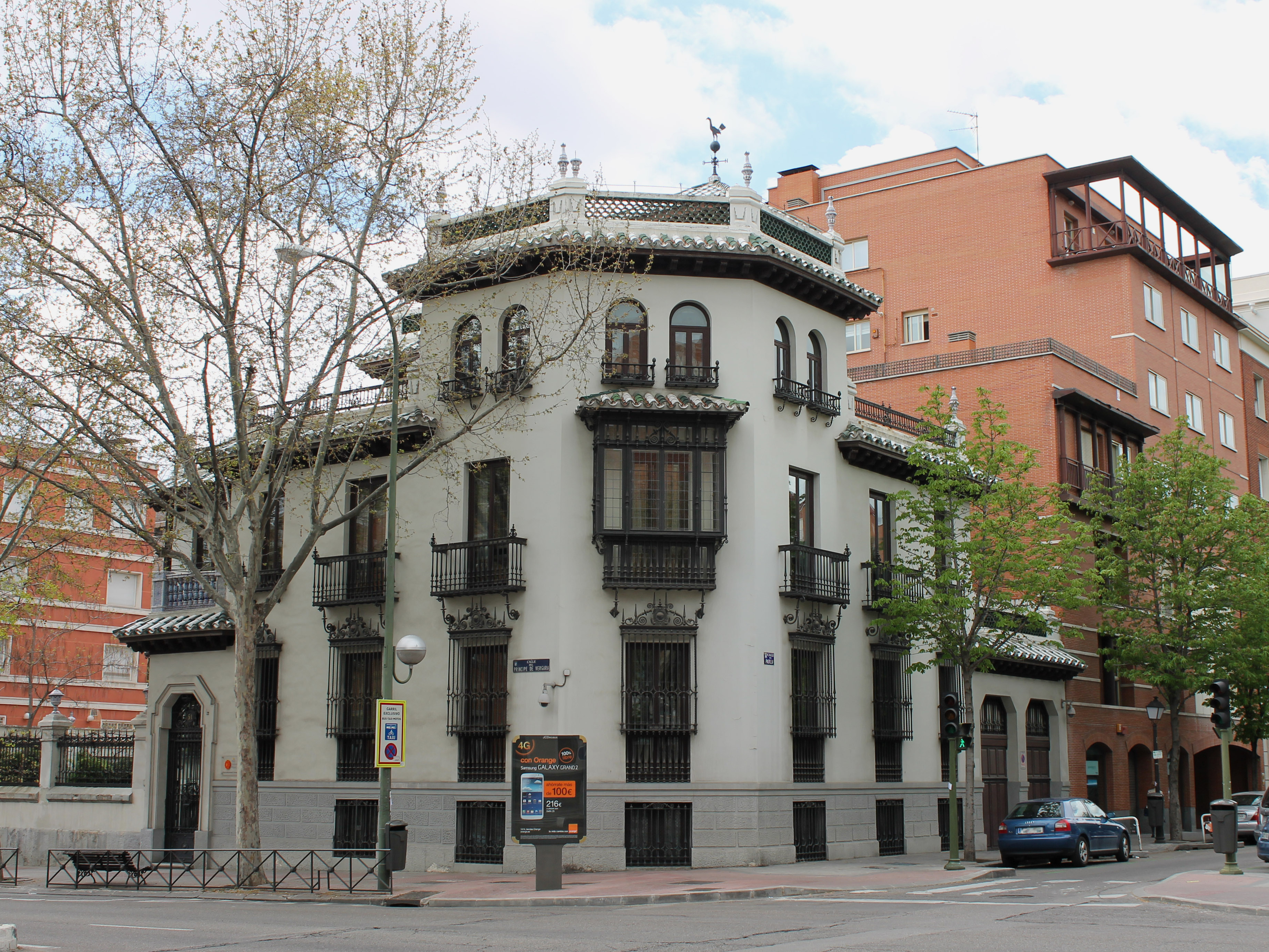
Das Gebäude des Real Instituto Elcano in Madrid

Das Real Instituto Elcano (RIE, offiziell Real Instituto Elcano de Estudios Internacionales y Estratécos) ist eine spanische Denkfabrik. 
Das Institut wurde am 2. Dezember 2001 unter dem Ehrenvorsitz von Felipe von Spanien, dem Fürsten von Asturien, gegründet und hat seinen Sitz in Madrid. Es ist ein akademischer Think Tank und unabhängig von Regierung und Unternehmensverbänden. Seit 2010 wird es von dem Juristen Gustavo Suárez Pertierra geleitet.
Tätigkeitsbereiche sind die Beziehungen Spaniens zur Europäischen Union, zu Lateinamerika, zur Arabischen Welt, zu den Vereinigten Staaten und zu Subsahara-Afrika.
Das Institut versteht sich als "Forum für Analyse und Debatte" auch zu Fragen der Verteidigung und des Internationalen Terrorismus, aber auch zum Image des Landes in der Welt. Sein Budget beträgt rund 4 Millionen Euro (2010); davon sind ein Viertel Steuermittel, der Rest Firmengelder.
Benannt wurde es nach dem spanischen Weltumsegler Juan Sebastián Elcano.